# Wladimir Krysinski
Wladimir Krysinski est un écrivain et un professeur québécois d'origine polonaise né à Varsovie le 28 août 1935 et mort à Ottawa le 17 septembre 2020. Il a été professeur de littérature à l'Université Carleton de 1966 à 1975, puis à l'Université de Montréal de 1976 à 2014,,.